# Daniel Haag-Wackernagel
Daniel Haag-Wackernagel (geboren 1952 in Arbon, Kanton Thurgau) ist ein Schweizer Biologe. Er lehrt am Departement Biomedizin der Universität Basel. Er studierte in Basel und promovierte 1984 mit einer ökologischen Analyse über Strassentauben, die auch heute noch einen seiner Forschungsschwerpunkte darstellen. Er hält den Verzicht auf die Taubenfütterung für die wirksamste Massnahme, um die Bestände kleiner werden zu lassen.
Daniel Haag-Wackernagel forscht am Basler Institut für Anatomie zum Thema Klitoris und weibliche Lust und hat ein Anatomiemodell der Vulva und der Klitoris entwickelt.

## Schriften
Auswahl:
- Ein Beitrag zur Oekologie der Stadttaube (Columbia livia livia [Gmelin, 1789]). Basel 1984 (Dissertation, Universität Basel, 1984).
- Die Strassentaube. Die Geschichte einer Mensch-Tier-Beziehung. In: Schweizer Tierschutz. Jg. 121, 1994, Nr. 3, S. 4–29.
- Zur Biologie der Strassentaube. Verlag Medizinische Biologie/Universität Basel, Basel 1993, ISBN 3-9520237-3-6 (Habilitationsschrift, Universität Basel, 1993).
- Taubenabwehr. Tierschutz – Verhalten – Wirkung. Verlag Medizinische Biologie/Universität Basel, Basel 1997, ISBN 3-907111-00-1.
- Die Taube: vom heiligen Vogel der Liebesgöttin zur Strassentaube. Schwabe, Basel 1998, ISBN 978-3-7965-1016-8.
- Health hazards posed by feral pigeons. In: Journal of Infection. Volume 48, Issue 4, May 2004, Pages 307–313, doi:10.1016/j.jinf.2003.11.001.
- Die Taube – eine Erfolgsgeschichte. Vom Liebling der Götter zur Eroberung der Städte. In: Biologie in unserer Zeit. 8. Februar 2011, doi:10.1002/biuz.201110441.
- Straßentauben am Gebäude – Probleme und Lösungen. In: Gerd Zwiener und Frank-Michael Lange (Hrsg.): Handbuch Gebäude-Schadstoffe und Gesunde Innenraumluft. Erich Schmidt Verlag, Berlin 2012, S. 527–633, ISBN 978-3-503-16559-9.
- Das weibliche Erregungssystem aus Sicht der Evolutionsbiologie. (PDF; 1,2 MB) Departement Biomedizin der Universität Basel, 2017.